# 柏耀平
柏 耀平（はく ようへい、1962年11月 - ）は、中華人民共和国の軍人。安徽省淮南市出身。現在の階級は中国人民解放軍海軍少将。

## 経歴
1962年11月、安徽省淮南市で生まれる。1975年5月に中国人民解放軍空軍入隊。1983年4月に中国共産党入党。1980年7月5日に中国人民解放軍空軍第一航空預備学校（現在の中国人民解放軍空軍航空大学）に入学した。1980年9月に中国人民解放軍空軍第八飛行学院（現在の中国人民解放軍空軍西安飛行学院）に転入した。1982年9月大学卒業後、東海艦隊航空兵六師十六団二大隊に勤務する。1987年7月21日、中国人民解放軍海軍広州艦艇学院（現在の中国人民解放軍海軍陸戦隊訓練基地）に入学した。1991年1月を卒業。卒業後、東海艦隊て採用され、その後、安慶号ミサイル護衛艦見習副艦長、実習副艦長、副艦長兼艦務長、副艦長兼作戦長を歴任した。1993年11月から銅陵号ミサイル護衛艦実習艦長、艦長を歴任した。1997年1月、柏耀平は海軍駆逐艦第六支隊護衛艦十五大隊参謀長を務めた。1998年12月、合肥号ミサイル駆逐艦艦長に就任。2000年にロシアのクズネツォフ海軍大学校で勉強。2001年7月、東海艦隊駆逐艦第三支隊副隊長に昇格。2011年、大連艦艇学院副院長に任命。2016年、中国人民解放軍北部戦区海軍副参謀長に就任。2019年5月、東海艦隊副司令員に昇格。2021年7月、北海艦隊副司令員に転任。
2017年1月20日に少将に昇格。

## 家族
- 妻：呉洪：元淮南市鉱務局石炭工場の幼稚園の教師、副園長[4]
- 長女：柏羽：中国人民解放軍海軍工程大学（中国語版）を卒業[5]